# Artur Hnida
Artur Hnida (ur. 3 marca 1971) – polski koszykarz, występujący na pozycjach silnego skrzydłowego lub środkowego, dwukrotny mistrz polski ze Śląskiem Wrocław. Po zakończeniu kariery zawodniczej został fizjoterapeutą sportowym. W latach 2006–2009 był fizjoterapeutą męskiego zespołu siatkarskiego Gwardia Wrocław oraz następnie w latach 2009-2023 kobiecego zespołu siatkarskiego Volleyball Wrocław.
Jest absolwentem Wydziału Fizjoterapii Akademii Wychowania Fizycznego we Wrocławiu. Od 1995 do 2006 pełnił funkcję fizjoterapeuty w zespole koszykarskim Śląska Wrocław. W 2007, 2009 i 2011 pracował w tej samej roli dla reprezentacji Polski siatkarek, podczas letnich uniwersjad. 
Jego ojciec Jerzy był także koszykarzem Śląska Wrocław, z którym zdobył siedem medali mistrzostw Polski, a po zakończeniu kariery zawodniczej został trenerem. 
Jego córka Paulina została lekkoatletką – tyczkarką.

## Osiągnięcia
Puchar Polski:
- 1990, 1992

Mistrzostwo Polski:
- 1991, 1992
- 1990